# Björnvikbodarnas naturreservat
Björnvikbodarnas naturreservat är ett naturreservat i Strömsunds kommun i Jämtlands län.
Området är naturskyddat sedan 2022 och är 216 hektar stort. Reservatet ligger nordväst om Strömsund vid stranden till Ströms Vattudal och består av  granskog.